# Rhodopteriana rhodoptera
Rhodopteriana rhodoptera is een vlinder uit de familie Eupterotidae. De wetenschappelijke naam van deze soort is voor het eerst geldig gepubliceerd in 1871 door Gerstaecker.
De soort komt voor in tropisch Afrika.